# Anisozyga exalbata
Anisozyga exalbata är en fjärilsart som beskrevs av W. Warren 1912. Anisozyga exalbata ingår i släktet Anisozyga och familjen mätare. Inga underarter finns listade i Catalogue of Life.